# Frontera entre Finlandia y Suecia
La frontera terrestre entre Finlandia y Suecia es un frontera internacional discontinua que mide 614 kilómetros. Separa a Finlandia de Suecia por el norte de Escandinavia a la vez que a través de dos pequeñas islas del mar Báltico, en la isla de Kataja y Märket.

## Trazado
Desde el norte al sur, la frontera entre Finlandia y Suecia empieza en la Laponia, al nivel del punto de frontera común triple de los suecos, los fineses y los noruegos que se materializó gracias al Treriksröset, o Acuerdo de los Tres Reyes. Entonces se dirige hacia el sur y sigue su trazado por las orillas del río Könkämäeno y del río Muonio. Después sigue el flujo del río Torne antes de llegar a la bahía de Botnia, que es la parte más septentrional del mar Báltico. Este trozo en la parte continental es la sección más larga de esta frontera.

El trazo de la frontera en Märket, una isla del archipiélago de Åland.

Existen otras dos pequeñas secciones que se encuentran en dos pequeñas islas del mar Báltico: en la isla de Kataja situada en la bahía de Botnia, no muy lejos de la desembocadura del Torne, y en la isla de Märket en el mar de Aland, al sur del golfo de Botnia.

## Historia
Esta frontera se creó en 1809 gracias al Tratado de Fredrikshamn firmado entre el Reino de Suecia y el Imperio ruso para acabar con la Guerra Finlandesa. Según este tratado, Suecia renuncia al Gran Ducado de Finlandia que pasa a formar parte del Imperio ruso antes de convertirse en estado independiente bajo el nombre de República de Finlandia en 1917.
Durante el trazado de la frontera en 1809, ésta sólo estaba compuesta por dos secciones, ya que la isla de Kataja no era atravesada por ninguna frontera y estaba íntegramente unida a Suecia. Pero debido al rebote isostático que afecta a toda Escandinavia, la isla de Inakari, en ese momento suelo finlandés, se fue poco a poco juntando a la isla de Kataja formando una larga península que se encontraba atravesada de lado a lado por la frontera terrestre.
El trazado de esta frontera solo ha sido modificado una vez, en 1985 sobre la isla de Märket, ya que los cartógrafos se dieron cuenta de que el faro finlandés de la isla construido en 1885 estaba en realidad en suelo sueco. La frontera se modificó entonces con un intercambio de territorio, por lo que la frontera quedó en esa parte en forma de «S».